# Rahid Amirguliyev
Rahid Amirguliyev (en azéri : Rahid Əmirquliyev), né le 1er septembre 1989 à Qusar en Azerbaïdjan, est un footballeur international azerbaïdjanais, qui évolue au poste de milieu offensif au Sabail FK.

## Biographie

### Carrière de joueur
Rahid Amirguliyev dispute 11 matchs en Ligue Europa, pour un but inscrit.

### Carrière internationale
Rahid Amirguliyev compte 53 sélections et 3 buts avec l'équipe d'Azerbaïdjan depuis 2007. 
Il est convoqué pour la première fois par le sélectionneur national Shahin Diniyev pour un match amical contre l'Ouzbékistan le 7 mars 2007 (victoire 1-0). Par la suite, le 7 septembre 2013, il inscrit son premier but en sélection contre Israël, lors d'un match des éliminatoires de la Coupe du monde 2014 (1-1).

## Palmarès
- Avec le Khazar Lankaran
  - Champion d'Azerbaïdjan en 2007
  - Vainqueur de la Coupe d'Azerbaïdjan en 2007, 2008 et 2011
  - Vainqueur de la Supercoupe d'Azerbaïdjan en 2013
  - Vainqueur de la Coupe de la CEI en 2008
- Avec le FK Qarabag Agdam
  - Champion d'Azerbaïdjan en 2016, 2017 et 2018
  - Vainqueur de la Coupe d'Azerbaïdjan en 2017